# Перелётные свиньи (фильм)
Перелётные свиньи (фр. Le Cochon de Gaza) — кинофильм режиссёра Сильвена Эстибаля, который вышел на экраны в 2011 году.

## Сюжет
Джафару, рыбаку из сектора Газа, не везёт. Он весь в долгах. В его сети попадает лишь мелкая рыбёшка, хотя другие рыбаки возвращаются с богатым уловом.

## В ролях
| Актёр         | Роль    |
| ------------- | ------- |
| Сассон        | Джафар  |
| Байа Белаль   | Фатима  |
| Мириам Текаиа | Елена   |
| Гассан Аббас  | Барбер  |
| Халифа Натур  | Хуссейн |